# Opanci (Lovreć)
Opanci falu Horvátországban Split-Dalmácia megyében. Közigazgatásilag Lovrećhez tartozik.

## Fekvése
Splittől légvonalban 43, közúton 61 km-re keletre, Makarskától légvonalban 21, közúton 36 km-re északra, községközpontjától 1 km-re délre a dalmát Zagora területén, Imotska krajina nyugati részén fekszik.

## Története
A középkorban az egyik nagy horvát nemzetség az Opanakok birtoka volt, róluk kapta a nevét a település. A 15. század második felében Vladko Opanak kenéz 44 családot és 18 nőtlen férfit telepített be broćnoi birtokára. Egy 1477-ben kelt török dokumentum neveiket is felsorolja. Az 1699-es karlócai béke török kézen hagyta. Végleges felszabadulása csak az újabb velencei-török háborút lezáró pozsareváci békével 1718-ban történt meg. A velencei uralomnak 1797-ben vége szakadt és osztrák csapatok vonultak be Dalmáciába. 1806-ban az osztrákokat legyőző franciák uralma alá került, de Napóleon lipcsei veresége után 1813-ban újra az osztrákoké lett. A településnek 1857-ben 635, 1910-ben 1327 lakosa volt. 1918-ban az új szerb-horvát-szlovén állam, majd később Jugoszlávia része lett. A háború után a szocialista Jugoszláviához került. A lakosság elvándorlása az 1960-as évektől vette kezdetét. 1991 óta a független Horvátországhoz tartozik. Az 1990-es évek óta lakossága rohamosan csökkent. 2011-ben a településnek 321 lakosa volt.

## Lakosság
| Lakosság változása | Lakosság változása | Lakosság változása | Lakosság változása | Lakosság változása | Lakosság változása | Lakosság változása | Lakosság változása | Lakosság változása | Lakosság változása | Lakosság változása | Lakosság változása | Lakosság változása | Lakosság változása | Lakosság változása | Lakosság változása |
| ------------------ | ------------------ | ------------------ | ------------------ | ------------------ | ------------------ | ------------------ | ------------------ | ------------------ | ------------------ | ------------------ | ------------------ | ------------------ | ------------------ | ------------------ | ------------------ |
| 1857               | 1869               | 1880               | 1890               | 1900               | 1910               | 1921               | 1931               | 1948               | 1953               | 1961               | 1971               | 1981               | 1991               | 2001               | 2011               |
| 635                | 780                | 889                | 1.051              | 1.163              | 1.327              | 1.422              | 1.338              | 1.396              | 1.235              | 1.153              | 1.110              | 885                | 671                | 469                | 321                |

## Nevezetességei
A településen négy kút és egy Pridivišće elnevezésű tavacska található, melyek ebben a formában valószínűleg a 16. század elején épültek. A kutakat és a tavat helyi lakosság építtette ivóvízellátásra és az állatállomány itatására, melyek alapvető feltételei az életnek ezen a területen. A kutak négy-nyolc méter átmérőjűek és körülbelül hét méter mélyek. Kör alakban épültek anélkül, hogy a föld beleomlott volna. Szabálytalan, egyenetlen méretű faragott kövekkel falazták körbe őket. Minden kúthoz tartozik egy lépcső is, melyen a víz szintjéig tudtak lemenni.